# Michael Mayer
För andra betydelser, se Michael Mayer (olika betydelser).
Michael Mayer, född 1971 i Schwarzwald, är en tysk DJ och musikproducent.
Mayer är verksam i Köln och är en av grundarna till skivbolaget Kompakt som grundades 1998. Han är en stor figur inom technomusiken. Både skivbolaget och Mayer inriktar sig mycket på minimalistisk, eller "minimal" techno. Han har släppt flera skivor men är mer känd för sina remixer och som DJ.

## Diskografi

### Album
- Touch (2004), Kompakt

### Mix-CDs
- Immer (2002), Kompakt
- Fabric 13 (2003), Fabric
- Immer 2 (2006), Kompakt
- In my ASS (2000), Kompakt

### Singlar
- Frost (1997), New Transatlantic (NTA) 12"
- Heaven (1997), New Transatlantic (NTA) 12"
- 17&4 (1999), Kompakt 12"
- Stereolove / Monosex (1999), Kreisel 99 7" mit Tobias Thomas
- Twin Peaks / Frost (1999), Kreisel 99 7"
- Pensum (2000), Kompakt 12"
- Eldar (2002), Art Of Perception 12"
- Speaker (2002), Kompakt 12"
- Love is stronger than pride / Speicher 2 (2002), Kompakt Extra 12"
- Privat (2003), Kompakt 12"
- X / Speicher 14 (2003), Kompakt Extra 12"
- Bring it back / Unter null / Speicher 7 (2003), Kompakt Extra 12" mit Reinhard Voigt
- Supertiel Remix / Speicher 8 (2003), Kompakt Extra 12"
- Lovefood (2005), Kompakt Pop 12"
- Sky Dumont / Speicher 28 (2005), Kompakt Extra 12" mit Reinhard Voigt
- Transparenza / Speicher 36 (2006), Kompakt Extra 12" mit Reinhard Voigt

### Remixar
- Mathias Schaffhäuser – Nice To Meet You (1997), Blaou Sounds 12"
- Sven Väth – Face It (1998), Virgin 12"
- Senior Coconut – La Pollera Colora (1998), Multicolor Recordings 12"
- Jeff Samuel – Bidooba (1999), Lo-Fi Stereo ASCII Edition 12"
- Egoexpress – Telefunken (1999), Ladomat 2000 12"
- Sven Väth – L'Esperanza (2000), Club Culture 12"
- Robotman – Hypnofreak (2001), Poker Flat Recordings 12"
- Justus Köhncke – Jet / Shelter (2001), Kompakt 12"
- Antonelli Electr. & Miss Kittin – The Vogue (Strike A Pose Mix) (2001), Italic 12"
- Frank Martiniq – Adriano (2001), Boxer Recordings 12"
- Wolfgang Voigt – Nachschub (2002), Kompakt Extra 12"
- PeterLicht – Sonnendeck (2002), MOFA Schallplatten with Tobias Thomas 12"
- Superpitcher – Happiness (M.Mayer Mix) (2004), Kompakt
- Agoria – Sky is clear (2004), PIAS France 12"
- Nathan Fake – Coheed (2005), Traum Schallplatten 12"
- Miss Kittin – Happy Violentine (2005), NovaMute 12"
- Depeche Mode – Precious Ambient Mix (2005), Mute Records (UK) DVD Single
- Depeche Mode – Precious Balearic Mix (2005), Sire Records Company 12"
- Pet Shop Boys – Flamboyant (2006), Parlophone Records 12"